# Fitzroy (Taranaki)
Fitzroy est une banlieue costale de la ville de New Plymouth, située dans l’ouest de l’île du Nord de la Nouvelle-Zélande.

## Situation
Elle est localisée à l’est du centre-ville de New Plymouth.

## Population
La population était de 3 591 habitants lors du recensement de 2006 en Nouvelle-Zélande, en diminution de 48 résidents par rapport à 2001.

## Toponymie
La zone fut initialement dénommée le Bloc Fitzroy d’après le nom du gouverneur Robert FitzRoy, provenant des terres achetées par la Plymouth Company aux Māori locaux, allant de 25 000 ha à 1 500 ha au milieu des années 1840.

## Monument historique
L’église Holy Trinity Church (en) dans Henui Street est enregistrée dans la Category I des structures du patrimoine de la Nouvelle-Zélande par le Heritage New Zealand.

## Éducation
- L’école de Fitzroy School est une école mixte contribuant au primaire (allant de 1 à 6 ans), avec un effectif de 299 élèves[4]. L’école a célébré son 125 e jubilé en 2007[5].

- Le collège de filles du Sacré Cœur (en) est une école catholique secondaire pour filles (allant de l’année 7 à 13), avec un effectif de 688 élèves[6]. L’école fut fondée en 1884 et déplacée sur son site actuel en 1960. Elle devint une école intégrée au public en 1982. L’école secondaire a une école intermédiaire, qui lui est rattachée[7].

- L'école St John Bosco (en) est une école mixte contribuant au primaire (allant de l’année 1 à 6), avec un effectif de 205 élèves[8]. C’est une école catholique intégrée au service public, établie en 1942[9].

Toutes ces écoles ont un taux de décile de 8.